# Andrea Mainardi (cuoco)
Andrea Mainardi (Bergamo, 21 luglio 1983) è un cuoco, conduttore televisivo e imprenditore italiano.

## Biografia
Diplomato cuoco presso l'IPSSAR di San Pellegrino Terme, lavora per tre anni presso il ristorante L'Albereta di Gualtiero Marchesi ad Erbusco sotto la guida dello chef Andrea Berton. Il 19 marzo 2010 apre il suo primo ristorante Officina Cucina a Brescia. Nel 2012 inaugura anche il ristorante The Bowery Kitchen a New York e diviene ospite fisso del programma La prova del cuoco su Rai 1 condotto da Antonella Clerici sia come cuoco che come giurato. Dal 29 marzo 2015 è conduttore del programma televisivo Ci pensa Mainardi su Fox Life. Nel 2018 partecipa come concorrente alla terza edizione del Grande Fratello VIP, nella quale si classifica al secondo posto.

## Vita privata
Ha una figlia nata nel 2007.
Fino al 2014 è stato compagno della showgirl Laura Forgia e poi della conduttrice di Sky Federica Torti; successivamente, il 13 ottobre 2019, si è sposato con l'imprenditrice bresciana Anna Tripoli dopo quattro anni di fidanzamento. La coppia ha un figlio nato nel 2021.

## Trasmissioni televisive
- La prova del cuoco (Rai 1, 2012-2020) – Cuoco
- Ci pensa Mainardi (Fox Life, 2015) – Conduttore
- Detto fatto (Rai 2, dal 2018) – Tutor
- Grande Fratello VIP (Canale 5, 2018) – Concorrente
- Cotto e mangiato – Menù (Italia 1, 2019-2020)
- È sempre mezzogiorno (Rai 1, dal 2020) - Cuoco

## Libri
- Naturalmente. Libro di ricette per vaporiera, Lumezzane, Mepra, 2010.
- Cartocci atomici. 80 ricette creative dal cuoco più pazzo del mondo, Milano, Gribaudo Editore, 2013. ISBN 978-88-580-1014-3.